# 1179. grenadirski polk (Wehrmacht)
1179. grenadirski polk (izvirno nemško 1179. Grenadier-Regiment; kratica 1179. GR) je bil pehotni polk Heera v času druge svetovne vojne.

## Zgodovina
Polk je bil ustanovljen 26. avgusta 1944 kot sestavni del 573. ljudskogrenadirske divizije; še v času oblikovanja so polk preimenovali v 760. grenadirski polk.